# Constant De Clercq
Constant (Stan) Arthur Maria De Clercq (Eigenbilzen, 12 december 1923 - Mechelen, 14 maart 2008) was een Belgisch politicus voor de CVP.

## Levensloop
Na handelsstudies aan het Onze-Lieve-Vrouwcollege in Boom behaalde De Clercq een accountantsdiploma bij de Belgische Kamer van Accounts.
Hij trad in 1947 in dienst bij het ACW in Mechelen en werd dienstchef van het ACW-verbond arrondissement Mechelen tot in 1965 en voorzitter van de ACW-afdeling Willebroek. Hij was tevens voorzitter van het 'KAJ verbond Mechelen', van 1954 tot 1958 secretaris van het 'Nationaal Comité voor Vrijheid en Democratie', afgevaardigd bestuurder van 'Werkmanshaard Mechelen', lid van de raad van bestuur van het PMS-centrum, Willebroek en afgevaardigd bestuurder van 'Volkskrediet arrondissement Mechelen'.
De Clercq was gemeenteraadslid in Willebroek van 1953 tot 1991. In 1958 werd hij provincieraadslid voor Antwerpen, tot in 1965. In 1965 werd hij in de Senaat verkozen als rechtstreeks gekozen senator voor het kiesarrondissement Mechelen-Turnhout, wat hij bleef tot in 1968. Vervolgens was hij van 1968 tot 1971 provinciaal senator voor Antwerpen en van 1971 tot 1987 opnieuw rechtstreeks gekozen senator. In de periode december 1971-oktober 1980 zetelde hij als gevolg van het toen bestaande dubbelmandaat ook in de Cultuurraad voor de Nederlandse Cultuurgemeenschap, die op 7 december 1971 werd geïnstalleerd. Vanaf 21 oktober 1980 tot december 1987 was hij lid van de Vlaamse Raad, de opvolger van de Cultuurraad en de voorloper van het huidige Vlaams Parlement.
Tevens was hij voorzitter van de 'Belgische Groep' binnen de 'Interparlementaire unie', secretaris van de 'Internationale Vereniging van de Nederlandstalige Parlementsleden - Belgische sectie', van 1949 tot 1952 adjunct-secretaris en van 1952 tot 1965 secretaris van de CVP-afdeling van het arrondissement Mechelen en lid van het Nationaal Bureau van de Vereniging van CVP-raadsleden. In zijn parlementaire activiteiten bekommerde De Clercq zich voornamelijk om de erkenning van onbetaalde arbeid, het bestaansminimum, problemen bij bejaarden, zieken en gehandicapten, en het sociaal statuut van sportlui. Hij diende hieromtrent verschillende wetsvoorstellen in.
Sportief was hij vooral betrokken bij het roeien. Hij zette zich ook in voor een Vlaams topsportbeleid. Hij was onder meer beheerder en van 1971 tot 1995 voorzitter van de Roeivereniging 'Rupel Rowing Club Willebroek', beheerder en van 1978 tot 1995 voorzitter van de algemene vergadering van de 'Vlaamse Roeiliga'; ondervoorzitter van de 'Stuurgroep Topsport Vlaanderen' binnen Bloso, stichter van de Antwerpse Roeiliga en voorzitter van de Topsporthal te Gent.
De Clercq was getrouwd met Lucia (Lucie) Verbruggen (29-12-1923 - 7-10-2015). Samen kregen ze negen kinderen.